# Chlamydogobius ranunculus
Chlamydogobius ranunculus är en fiskart som beskrevs av Larson, 1995. Chlamydogobius ranunculus ingår i släktet Chlamydogobius och familjen smörbultsfiskar. Inga underarter finns listade i Catalogue of Life.